# Куидич
Куидич (на английски: Quidditch) е измислена игра, появяваща се в романите и филмите от поредицата „Хари Потър“. Играе се от магьосници на летящи метли, на игрище с по три голови стълба на всеки край. Всеки от стълбовете завършва с обръч. Играят два отбора с по седем играча, които могат да използват четири топки.

## Топки
Куофъл – ярко червена топка, голяма колкото футболната. Подхвърля се от гончиите, които трябва да я вкарат в един от трите обръча на другия отбор. Голът носи 10 точки. В началото куофъла е бил от кожа. Само той от четирите топки за Куидич първоначално не е омагьосан, а е просто закърпена кожена топка, често със закачен ремък към него. Някои куофъли имали и дупки за пръстите, нещо подобно на топките за боулинг. След като през 1875 година е било измислено Улавящото заклинание, са премахнати ремъците и дупките от куофъла, защото вече е било възможно да се държи с една ръка.
Блъджъри – две еднакви топки, черни като катран и малко по-малки от куофъла. Те се стрелкат насам-натам насочвани от биячите с цел да ударят някой играч от противниковия отбор. Първоначално блъджърите са били летящи камъни, след което били усъвършенствани до изрязани камъни във формата на топки. Това имало своето неудобство. При удар от страна на биячите, блъджърите можели да се пукнат, дори да се пръснат, което ще означава, че до края на мача играчите от двата отбора ще бъдат преследвани от летящ едрозърнест пясък. Поради тази причина в началото на 16 век някои отбори по Куидич започнали да експериментират с метални блъджъри. Малко след това отборите се оплакали, че блъджърите били като гюлета за оръдие. Били направени и опити с олово, но се оказали отново неуспешни, защото когато блъджъра бива ударен от бияча топката се деформирала и нарушавала движението си докато лети. В днешни дни блъджърите са направени от желязо и са с диаметър 25 см.
Снич – златна топка с размера на топка за голф и с пърхащи крила. Тя е най-важната топка в играта. Когато търсача я хване свършва играта. Тя му носи 150 точки. Преди да бъде изобретен златният снич, търсачът е трябвало за хване златният сниджет. Сниджета е малка птичка с размерите на орех. Тя била сменена със златния снич, защото повечето пъти когато сниджета бил хващан, магьосниците го смачквали несъзнателно. Човекът, изобретил златния снич, се наричал Боуман Райт. Създал е малката топка през 1493 г.

## Правила
Правилата са написани от Отдела за магически игри и спортове през 1750 година:
1. Няма ограничение на каква височина може да лети всеки един играч. Просто не трябва да седи на границата на игрището. Ако прелети над тази граница, неговият или нейният тим трябва да предаде куофъла на другия отбор.
2. Капитанът на тима може да поиска таймаут след като сигнализира за съдията. Това е единственото време през което на играчите им е позволено да докосват земята по време на мача. Таймаута може да продължи до 2 часа, ако преди това са били играни 12 часа. Ако тиймът не се завърне след изтичането на двата часа, отбора се дисквалифицира.
3. Съдията може да отсъди свободно хвърляне по головите стълбове. Гончията който ще изпълни хвърлянето трябва да лети от централния кръг на игрището до полето за отбелязване на точки. Всички играчи освен пазача, на когото бият удара трябва да са готови веднага да продължат да играят, в случай че ударът е спасен.
4. Куофълът може да бъде грабнат от даден играч, но само при условие, че играчът, който отнема куофъла не държи за никоя част от тялото другия играч.
5. Ако се нарани даден играч, отборът няма право на смяна. Ако след оказването на мед. помощ играчът не се върне в игра, отборът завършва мача без него.
6. Позволява се носенето на магически пръчки на игрището, но при условие, че не бъдат използвани срещу играч от другия отбор, метла на играч от другия отбор, рефер, нито една от топките или член от тълпата.
7. Играта на куидич приключва само тогава, когато златният снич е хванат или след взаимно съгласие между капитаните на двата отбора.
8. Съдия – Съдия на куидичен мач може да бъде работа само за някой смел магьосник или магьосница. Ефективният съдия на куидичен мач трябва да бъде повече от експертен летец. Той или тя трябва да наблюдава поведението на всеки един от четиринадесетте играча на игрището. Затова и най-честите наранявания на съдиите са на врата. На професионални мачове реферите са подпомагани от официални лица, които седят около границата на игрището и следят някои от играчите или топките да не стоят извън тази граница. Във Великобритания съдиите са избирани от Отдела за магически игри и спортове. Те трябва да преминат трудни летателни тестове и изпити, които са проверка на знанията им по куидич, както и да докажат в серия от тестови ситуации, че по време на мача в момент на ярост на играч или когато той е под високо напрежение, няма да омагьоса или прокълне играча.

## Метли
Метлата, е единственото превозно средство, позволено в един куидичен мач. Може и да се използва за пътувания. Има различни модели метли:
Дъбова стрела 79,
Луноход,
Сребърна Стрела,
Чистометка 1,
Чистометка 2,
Чистометка 3,
Чистометка 5,
Чистометка 6,
Чистометка 7,
Чистометка 11,
Комета 140,
Комета 180,
Комета 260,
Комета 290,
Гръмотевица,
Бърза клечка,
Метеор,
Клонка 90,
Нимбус 1000,
Нимбус 1001,
Нимбус 1500,
Нимбус 1700,
Нимбус 2000,
Нимбус 2001,
Светкавица,
Падаща звезда

## Интересни факти
Най-дългата игра на куидич е протекла цели 3 месеца докато сничът е бил заловен.
През 1473 година се състояло първото в историята Световно първенство по куидич. На него са приложени всички известни 700 начина за фаулиране.
През 1884 година в Бодминската пустош играчите на двата отбора се предали тъй като се отвратили от неспособността на двамата търсача 6 месеца да не могат да хванат златният снич.
През 1357 година Киприян Йодъл, рефер по куидич от Норфолк, е убит по време на мач от зрителско заклинание